# ایتسهاک شوم
ایتسهاک شوم (به عبری: יצחק שום) هافبک اهل اسرائیل است که از سال ۱۹۶۹ تا ۱۹۸۱ میلادی عضو تیم ملی فوتبال اسرائیل بوده و در ۷۸ بازی ملی حضور داشته‌است. ایتسهاک شوم توانسته در بازی‌های ملی، ۱۰ گل به ثمر برساند. 
در دیدار فینال بازی‌های آسیایی ۱۹۷۴ تهران میان تیمهای ایران و اسراییل، وی در دقیقه ۳۰ یک گل به دروازه خودی وارد کرد که در نهایت بازی با همان نتیجه یک بر صفر به سود ایران پایان یافت و ایران قهرمان آن دوره از مسابقات گردید.